# الرحیه (قطر)
الرحیه یک منطقهٔ مسکونی در قطر است که در شهرداری الضعاین واقع شده‌است. الرحیه ۱۲٫۴ کیلومتر مربع مساحت دارد ۱۰ متر بالاتر از سطح دریا واقع شده‌است.